# Mathematics Subject Classification
Mathematics Subject Classification (съкратено MSC) е класификационна схема на математическите области, която спомага за точното мета-описание на математически публикации. Схемата е съвместно изготвена от служители на две от водещите математически реферативни бази данни – американската Mathematical Reviews на Американското математическо общество и германската Zentralblatt MATH, но се ползва и от много други математически списания и поредици. Актуалната версия на класификацията е MSC2010 от 2010 година (по-старите версии са от 2000 г. и от 1991 г.).

## Структура
MSC е йерархично организирана схема на три нива. Класификационният код може да се състои от два, три или пет знака, в зависимост от това колко нива на детайлизация са съотносими към дадена публикация.
Първо ниво се представя от двуцифрено число; второ ниво – от буква; трето ниво – от друго трицифрено число. Например:
- 53 е кодът на първо ниво за диференциална геометрия,
- 53A е кодът на второ ниво за класическа диференциална геометрия,
- 53A45 е кодът на трето ниво за векторен и тензорен анализ.

### Първо ниво
На първо ниво има обособени 64 математически дисциплини, описани с уникални двуцифрени кодове. Наред с области на математически изследвания, на това първо ниво има и категории за история на математиката и биографии на математици, за обучение по математика и за интердисциплинарни изследвания между математика и други клонове на науката. Физиката (по-точно математическата физика) е особено добре застъпена с голям брой различни категории като механика на флуидите, квантова механика, геофизика, оптика и теория на електромагнитното поле.
За да бъде един MSC код валиден, той трябва да съдържа най-малкото идентификатор на първо ниво.

### Второ ниво
Кодовете на второ ниво се състоят само от една буква от латинската азбука. Те представляват специфични подобласти, които се съдържат в дисциплините на първо ниво. Семантиката на кодовете на второ ниво варират от дисциплина до дисциплина.

### Трето ниво
На трето ниво са най-специфичните кодове, обикновено отговарящи на конкретен вид изучавани математичесики обекти или добре известни математически проблеми.
Кодът 99 на трето ниво съществува във всяка от категориите и има смисълът „Никое от горните, но в този раздел“.

## Употреба на схемата
За всяка статия или монография, реферирана от Mathematical Reviews, се избира точно един „първичен“ класификационен код, който трябва да отразява към кой клон на математиката спада основният научен принос на публикацията. Когато публикацията съдържа няколко основни приноса, съотносими към различни математически области, първичната класификация трябва да отговаря на областта, към която е направен най-същественият принос. Публикацията може да получи един или повече вторични класификационни кода (или крос-референции), които отразяват всички останали основни приноси към други математически клонове, помощни резултати, мотивация за изследването или произход на дикутираните проблеми, целеви или потенциални области на приложение и други важни аспекти, които заслужават отбелязване. 
Типичен MSC идентификатор на публикация има вида:
- MSC Primary 03C90; Secondary 03-02.